# Alfonso de Figueroa y Melgar
Alfonso de Figueroa y Melgar (Madrid, 13 de enero de 1936), iv duque de Tovar y grande de España, es un aristócrata, genealogista, historiador y escritor español.

## Biografía
Hijo de Alfonso de Figueroa y Bermejillo, iii duque de Tovar, ix marqués de Gauna y grande España, y de su mujer María de Valvanera de Melgar y Roxas.Inició su vida escolar en el Colegio Alemán hasta los nueve años. Hizo el bachillerato con los Escolapios de San Antón y estudió Derecho en Madrid y Salamanca, donde se licenció en 1959. Cursó estudios de Ciencias Políticas en París, así como Lengua y Literatura Francesa en Tours. En 1961 estudió lengua y literatura inglesa en Dublín y amplió sus estudios en Cambridge. Entre los años 1962 y 1969 colaboró en el bufete de Julián Berriatúa Alzugaray, Jorge Cabezas y José Antonio Vico Caballero en Madrid.
Se consagró a investigaciones genealógicas que publicó con los títulos de Estudio histórico sobre algunas familias españolas 1965-1974 (6 vols.) e Hidalguía, honor, hispanidad 1970. Escribió asimismo artículos especializados de esta materia para Círculo, Reino, Hidalguía, Revista de Estudios Extremeños, Revista Alcántara, Cuadernos de Investigación Histórica etcétera. Fue miembro de numerosas instituciones académicas de ambos mundos. De 1967 a 1970 fue jefe de División de los Programas Culturales de Televisión Española, y realizó guiones para algunos programas documentales y culturales. También hizo entrevistas a varios presidentes hispanoamericanos. Fue asimismo un activo conferenciante en España e Hispanoamérica. Fue candidato al Senado por Madrid y al Congreso de los Diputados por Guipúzcoa en las elecciones de 1977 y 1979 por Fuerza Nueva, formación de la que fue miembro.
El 1 de abril de 1978, en un acto organizado en Guadalajara por Falange Española, Fuerza Nueva y la Confederación Nacional de Excombatientes abogó por la instauración por la fuerza del «Estado azul». En su diatriba además efectuó injurias al entonces monarca, por las que fue procesado y condenado.
Escribió una novela, Historia de la vida del hedonista Don Alvaro de Ulloa, espejo de snobs (1966), Gromek (1971), libro de cuentos, y Oligopodios coyunturales (1972). Entre sus numerosos opúsculos pueden citarse Sobre el honor (1968), conferencia pronunciada en el Ateneo de Madrid, Nobilitas insignis (1965), Prejuicios sobre el trabajo manual y el comercio en la España del Barroco (1975), Linajes que forjaron la Hispanidad o Rodríguez-Moñino y la genealogía (1970). También es muy interesante su Viajeros románticos por España, (1971). Ha publicado el primer volumen de sus memorias, bajo el título de Si no lo cuento, reviento (2007) y en 2009 publicó la segunda parte de sus memorias "Si no lo cuento, reviento". En 1965 sacó la colección de Estudio Histórico Sobre Algunas Familias Españolas. Actualmente lo está reeditando la conocida editorial Fabiola de Publicaciones Hispalenses, en la que el autor ha corregido y actualizado la colección, compuesta por 6 tomos divididos en 8 libros.

### Fraude nobiliario
Consiguió rehabilitar numerosos títulos para altas personalidades de la política, las finanzas etc. de personajes muy conocidos de la sociedad, en las décadas de 1960 y 1970, aprovechando la «manga ancha» que había abierto la dictadura de Francisco Franco. Algunas de estas rehabilitaciones se consiguieron de forma fraudulenta, inventándose títulos que nunca habían existido, o falsificando documentos (como partidas de nacimiento, etc.), o construyendo rocambolescos árboles genealógicos, que, parece ser, con la complicidad de algún funcionario del Ministerio de Justicia, «colaron» en el ministerio y consiguieron la rehabilitación de dichos títulos (falsos). Por este motivo fue condenado y abandonó España para eludir la sentencia.
La trama perduró incluso muerto el dictador. Tras lo ocurrido, el Juan Carlos I reformó la legislación relacionada con la rehabilitación de mercedes, endureciendo los requisitos documentales y estableciendo un límite de 40 años para rehabilitar títulos caducados.

## Obras
- — (1970). Estudio histórico sobre algunas familias españolas IV. Madrid.[7]

## Matrimonio y descendencia
Casado en Madrid el 22 de junio de 1965 con Olivia González-Conde de Borbón y Rueda (Madrid, 13 de enero de 1941), IV marquesa de Villamantilla de Perales, de quién tiene una hija: 
- Cristina Lorenza de Figueroa y González-Conde de Borbón (San Sebastián, 10 de agosto de 1969), soltera y sin descendencia.